# 脊髄梗塞
脊髄梗塞（せきずいこうそく、Spinal cord infarction）とは脊髄の虚血性壊死である。全脳卒中の約1%を占める比較的まれな疾患である。

## 原因
脊髄梗塞の原因としては以下のような疾患が知られている。脳梗塞と同様にアテローム硬化による脊髄動脈の閉塞も原因となるが大動脈解離、大動脈の手術に関連するものの方が多い。
大動脈疾患
大動脈手術、TEVAR、大動脈解離、大動脈瘤、大動脈狭窄など。
低灌流
心筋梗塞や出血。
心原性塞栓症
僧帽弁疾患、心房内粘液腫、卵円孔開存、感染性心内膜炎、カテーテル検査の合併症など。
血管炎
SLE、ベーチェット病、大動脈炎症候群
感染症
細菌性髄膜炎、梅毒、ムコール症
血液疾患
血栓傾向、鎌状赤血球など
脊椎疾患
脊椎手術後、頚椎症など
外傷
その他
脊椎血管奇形（AVMなど）、コカイン中毒、減圧症など

## 脊髄の血管
脊髄の血管として特に重要なのが1本の前脊髄動脈と2本の後脊髄動脈である。前脊髄動脈は発生過程では左右の分節動脈から各分節レベルで前神経根動脈が脊髄の腹側で上行枝と下行枝に分かれて分布する。それぞれ縦方向の吻合が形成されやがて腹側縦走動脈が2本形成され、それが正中で1本の縦走動脈となる。これが前脊髄動脈となる。多くの前神経根動脈はその後退縮する。その一方で後神経根動脈は前神経根動脈ほど退縮しない。前脊髄動脈は各分節レベルで両側に中心溝動脈と軟膜動脈叢への外側枝を分枝し、脊髄の腹側の2/3の主に遠心性に栄養する。中心溝動脈の頭尾方向の密度は出生児時は全脊髄で一定であるがその後胸髄が他の部位より成長するため中心溝動脈の密度が低くなる。このため胸髄は虚血に弱いとされている。前脊髄動脈も後脊髄動脈も両側の椎骨動脈からはじまり途中で肋間動脈や腰動脈などからの血流（脊髄枝）が加わる。この血管網は複雑で必ずしも頭側から尾側へ血流が流れているわけではない。前脊髄動脈は前正中裂を縦走するが後脊髄動脈は通常は2本の動脈とされるが、動脈叢と考えたほうがよい。前脊髄動脈の閉塞は脊髄梗塞にいたるが、後脊髄動脈は閉塞しても動脈叢が側副路となるため脊髄梗塞になりにくい。脊髄枝はほとんどは前根、後根、後根神経節のレベルで終わる。何本かの脊髄枝は前根、後根のどちらかに分布する分枝が特に発達して前脊髄動脈または後脊髄動脈に流入する。これを前根動脈、後根動脈という。腰髄に分布する1本の前根動脈が他の前根動脈より太くアダムキュービッツ動脈といわれる。アダムキュービッツ動脈は脊髄の下位半分の前脊髄動脈を栄養する動脈であり、T9とL1の間のレベルで（まれにL2とL3の間のレベルで）左側から分枝することが多い。

## 症候学
脊髄血管障害という病態診断は症候学で比較的容易にできるとされている。
発症様式
脊髄梗塞は一般に突然の発症とされている。しかし症状が完成するまでの経過は数時間からときに1 - 2日間かかって完成することもある。
疼痛
疼痛が初発の訴えであることが多い。疼痛部位が病巣の脊髄高位を示している場合が多い。脊髄血管障害の際の疼痛は後根ないし後角の虚血によって生じる場合はデルマトームに沿った痛みである。前根、前角の刺激状態でその支配筋の収縮に起因する発痛機序も考えられ、この場合はミオトームに準じた分布をとることが予想される。
病変の分布
灰白質（髄節性）症状と長索路症状にこだわって診察することが重要である。ブラウン・セカール症候群は脊髄以外に考えられない特異的な症状である。しかし感覚障害と運動障害が同側にみられる脊髄障害もありえる。
膀胱直腸障害
ほとんどの例で必発である。

### 代表的な脊髄症候群
脊髄病変はその高位と横断面の広がりによって障害パターンが異なり、脊髄症候群としてまとめられている。一般論として運動感覚障害に加え、膀胱直腸障害を伴う場合は脊髄障害を疑う。対麻痺、四肢麻痺、高位（レベル）のある感覚障害は脊髄障害を示唆する。脊髄高位診断には髄節徴候 (segmental sign) を、横断面の局在診断には長経路徴候 (long tract sign) が有用である。髄節徴候としては分節性の運動麻痺、同分節の全感覚鈍麻、腱反射消失、筋萎縮、線維束攣縮が重要である。また長経路徴候としては痙縮や腱反射の亢進や病的反射が知られている。
| 日本語名       | 英語名                    | 感覚障害                                       | 運動障害                                                                   | 括約筋障害 |
| -------------- | ------------------------- | ---------------------------------------------- | -------------------------------------------------------------------------- | ---------- |
| 横断性脊髄障害 | transverse cord syndrome  | 障害部位以下の全感覚障害                       | 障害高位に下位ニューロン障害、障害部位以下に上位ニューロン障害             | 有り       |
| 脊髄前方障害   | anterior cord syndrome    | 障害部位以下の解離性温痛覚障害                 | 障害高位に下位ニューロン障害、障害部位以下に上位ニューロン障害             | さまざま   |
| 脊髄後方障害   | posterior cord syndrome   | 障害部位以下の解離性深部感覚障害               | 感覚性運動失調                                                             | さまざま   |
| 脊髄半側障害   | brown séquard syndrome    | 障害部位以下の同側深部感覚障害と対側温痛覚障害 | 障害高位の同側に下位ニューロン障害、障害部位以下の同側に上位ニューロン障害 | さまざま   |
| 脊髄中心症候群 | central cord syndrome     | 障害高位の解離性温痛覚障害                     | 障害高位の随意運動障害                                                     | さまざま   |
| 脊髄円錐症候群 | conus medullaris syndrome | 会陰部のサドル型解離障害                       | 下肢の上位ニューロン障害                                                   | あり       |
| 馬尾症候群     | cauda equine syndrome     | 会陰部のサドル型解離性障害                     | 下肢の下位ニューロン障害                                                   | あり       |

### 脊髄症でよく用いられる解剖学
脊椎レベルと脊髄レベル
脊椎と脊髄髄節の位置関係について述べる。脊椎と脊髄の成長には差がある。原則として脊髄よりも脊椎の方が成長が早い。そのため脊髄下端は出生時はL3椎体高位であるが成人時はL1椎体下端に位置する。このように脊髄の位置が変化したとしても神経根の通る椎間孔は不変である。脊髄髄節の局在に関しては諸説があり脊椎と脊髄の高位差に関しては1964年のDejongによるものと1979年のHaymakerのものが知られている。頚椎レベルでは脊椎、脊髄のレベルは脊髄レベルのほうが上位である。頚椎C7のレベルにC8頚髄がある。胸椎レベルでは胸椎Th10レベルに胸髄Th11と脊髄レベルのほうが下位となる。胸椎Th11レベルに腰髄L1からL3が存在する。脊髄円錐部（腰髄と仙髄）になるとズレはさらに大きくなる。脊髄円錐部は円錐上部と円錐部に分かれる。円錐上部は胸椎Th12に位置し脊髄L4からS2である。円錐部は腰椎L1に位置し腰髄S3以下である。S5以下に尾髄COがある。腰椎L2またはL3以下は馬尾となる。これらの原則は個人差が大きいので画像診断学での利用では注意が必要である。特に脊髄下端はL1/2とされるが実際にL1/2が下端となるのは30%程度である。
デルマトーム
後頭部C2、拇指C6、中指C7、乳頭Th4、臍Th10、母趾L5、肛門S5のデルマトームが有名であり高位診断でよく用いられる。その有名なこととして、皮膚感覚は隣あう神経根による重複支配であるため、単一の神経根が障害された場合は感覚鈍麻は起こるが、感覚消失は通常生じない。単一の神経根が障害された場合は感覚鈍麻の範囲は皮膚分節より狭い。感覚消失や境界が明瞭な場合は末梢神経障害（ニューロパチー）の可能性が高い。触覚より痛覚の感覚鈍麻の方がデルマトームに一致しやすい。
ミオトーム
ミオトームとは1本の前根により支配されている筋支配の単位である。1つの骨格筋は複数の神経根に支配されている。神経根病変と脊髄前角病変の麻痺筋による鑑別は困難である。末梢神経障害ではしばしば単一の筋に麻痺がみられるが、前角や神経根の障害では通常複数の筋に麻痺が起こる。

### 急性脊髄症
脊髄は圧迫による障害を受けやすく、時間とともに不可逆な変化をきたす。急性脊髄圧迫の病因としては外傷、腫瘍（転移性脊椎腫瘍、特に前立腺癌の骨転移など）、血管障害（脊髄硬膜外血腫）や感染症（脊髄硬膜外膿瘍など）がある。圧迫性の脊髄障害は症状が下肢から上行性に進展するため、長経路徴候から疑われる病変高位よりも上位に実際の病変が認められることがある。これを偽性局在徴候という。髄節徴候や背部自発痛、叩打痛があれば病変高位の手がかりとなるが、それが乏しい場合は長経路徴候から推定される病変高位よりも上位の脊髄を含めて画像検査を行う。圧迫解除による脊髄機能の回復が期待できるgolden timeは8時間以内とされており、すみやかに外科的減圧処置の適応を検討する。脊髄ショック時は弛緩性麻痺と腱反射消失を呈することがあり、急性多発ニューロパチーとの鑑別が必要となる。

### 馬尾症候群
脊髄下端は高位診断が困難なことが多い。それは椎体と脊髄の高位が異なるからである。脊髄円錐部は円錐上部と円錐部に分けられる。円錐上部第12胸椎に位置し、L4からS2髄節である。円錐部は第1腰椎に位置し、髄節はS3以下である。そして第2または第3腰椎以下が馬尾になる。これらは原則であり個体差は非常に大きい。脊髄下端はL1/2が最も多いとされているがそれでも30%に満たないのである。馬尾は脊髄円錐より下位（L2椎体以下）にある神経根の集まりで、L2以下の神経根が1本または複数障害される。したがって臨床症状は単神経根症状ないし複数の神経根症状（膀胱直腸障害、性腺機能障害）を呈する。この部位の病変では腰下肢部痛を訴えることが多い。SLR、FNSTなど誘発やでおおよその局在を決めていく。なお、バビンスキー反射の反射中枢はL4 - S1であり、膝蓋腱反射ではL2 - L4であり、アキレス腱反射ではS1 - S2と考える。
|              | 円錐上部症候群 (L4 - S2)                      | 円錐症候群 (S3 - )               | 馬尾症候群                       |
| ------------ | --------------------------------------------- | -------------------------------- | -------------------------------- |
| 自発痛       | +                                             | +                                | +++                              |
| 知覚障害     | 下肢                                          | 会陰部                           | 会陰部、下肢                     |
| 運動障害     | 下肢（下垂足、筋萎縮、線維束攣縮）            | -                                | 下肢（下垂足、筋萎縮）           |
| 深部腱反射   | 膝蓋腱反射 (-) - (+)、アキレス腱反射(-) - (+) | 膝蓋腱反射(+)、アキレス腱反射(+) | 膝蓋腱反射(-)、アキレス腱反射(-) |
| 病的反射     | バビンスキー反射（+）                         | バビンスキー反射(-)              | バビンスキー反射 (-)             |
| 表在反射     |                                               | 肛門反射(-)                      | 肛門反射 (-)                     |
| 膀胱直腸障害 | ++                                            | +++                              | +                                |
| 間欠性跛行   | -                                             | -                                | +                                |

## 脊髄梗塞の病型
分水嶺梗塞
全身の血圧低下や脊髄全体の広範な血流低下で分水嶺に梗塞が生じる。特にTh4レベルで起こりやすい。
前脊髄動脈症候群
前脊髄動脈に支配される脊髄前方約2/3領域の梗塞によって前索、側索、脊髄前角の欠落症状をきたす。急激に発症する対麻痺、四肢麻痺、障害レベル以下の解離性感覚障害（温痛覚が傷害されるが深部感覚、触覚が保たれる）、膀胱直腸障害が特徴である。
後脊髄動脈症候群
後角、後索の欠落症状をきたす。病変レベル以下の深部感覚障害（後索障害）と病変髄節レベルの全感覚脱失（後角障害）が中核となる。前脊髄動脈と同様に急激な発症をとる。病変が前方に広がって側索を傷害すると様々な運動障害をきたす。また膀胱直腸障害もあらわれる。

## 検査
MRI
脊髄梗塞の診断でよく行う検査法としてはT1WI、T2WIのほか早期発見のためのDWI、椎体梗塞を検出するためのSTIR法、dual AVFとの鑑別のためのGd-T1WIなどを撮影する。脊髄梗塞でのT2WIでは脊髄が腫大し髄内で高信号を示すがこの変化は非特異的である。脊髄梗塞では感覚障害の上界が必ずしも病変の上界を意味しない。たとえばC3高位に梗塞があれば感覚障害の上界はC3以下のどこでもよいということである。MRI撮影を行うことで脊髄出血、脊髄動静脈奇形、脊髄腫瘍、椎間板ヘルニアなど圧迫性疾患は否定することができる。脊髄梗塞に合併して生じる椎体梗塞の確認が脊髄梗塞の確定診断には需要であるという報告がある。椎体梗塞は障害される脊髄高位に近接する椎体中央に認められる。椎体中央が分水嶺と考えられている。症例報告レベルでは拡散強調像の有用性が報告されている。急性期は拡散低下し1週間ほどでADCは正常と同程度となり、2週間でT2 shine throughとなる。
脊髄血管造影
選択的脊髄血管造影を行っても閉塞血管の同定が困難であることが多い。

## 診断
脊髄梗塞の明確な診断基準は存在しない。比較的急速に脊髄の神経脱落症状をしめし、MRIで障害レベルの髄内に一致する部位に病巣が認め、可能な限り他疾患を除外できた場合に診断することが多い。他疾患の除外は脊髄炎の除外のための髄液検査や長期観察で再発が認められないことなどで行われることが多い。

## 治療
抗血栓薬の投与や抗浮腫のためステロイドや高浸透圧利尿薬などの投与が行われる。

## 特徴的な脊髄梗塞
外傷を契機とする脊髄梗塞
軽微な外傷を契機とし原因不明の脊髄梗塞例の報告がある。発症年齢のピークは60歳と22歳の二峰性分布を示し、一部の例では椎間板軟骨成分による脊髄動脈系、静脈系への塞栓が証明されている。
大動脈解離に伴う脊髄梗塞
脊髄梗塞は大動脈解離または解離性大動脈瘤、大動脈手術時の血流遮断や外傷による大動脈損傷など大動脈疾患に関連するものの頻度が高い。特に解離性大動脈瘤の2 - 8%（平均4.2%）で脊髄梗塞が発症するといわれている。